# Falkenberg (strip)
Falkenberg is een stripreeks die begonnen is in 1997 met Yves Leclercq als schrijver en Georges Van Linthout als tekenaar.

## Albums
Alle albums zijn geschreven door Yves Leclerq, getekend door Georges Van Linthout en uitgegeven door Le Lombard.
1. Clara
2. (Oskar)
3. (La bande verte)